# Jaguar Mk II
Jaguar Mk I och Jaguar Mk II är personbilar, tillverkade av den brittiska biltillverkaren Jaguar mellan 1956 och 1969.

## 2.4 litre/3.4 litre
Jaguar hade inte haft någon mindre modell på programmet sedan man lagt ned tillverkningen av Jaguar 1½ litre. 1956 ändrade man på detta och introducerade 2.4 litre, Jaguars första bil med självbärande kaross. Motorn var en kortslagig version av XK-sexan. 1957 kompletterades programmet med 3.4 litre, med samma motor som övriga modeller.

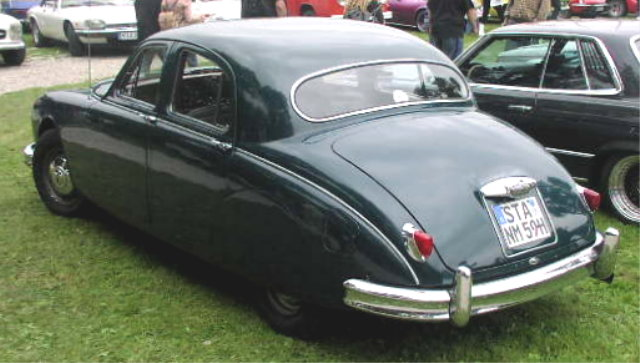
Jaguar Mk I

2.4 tillverkades i 19 891 och 3.4 i 17 404 exemplar. Efter introduktionen av Mk II kallas företrädaren Mk I.

## Mk II

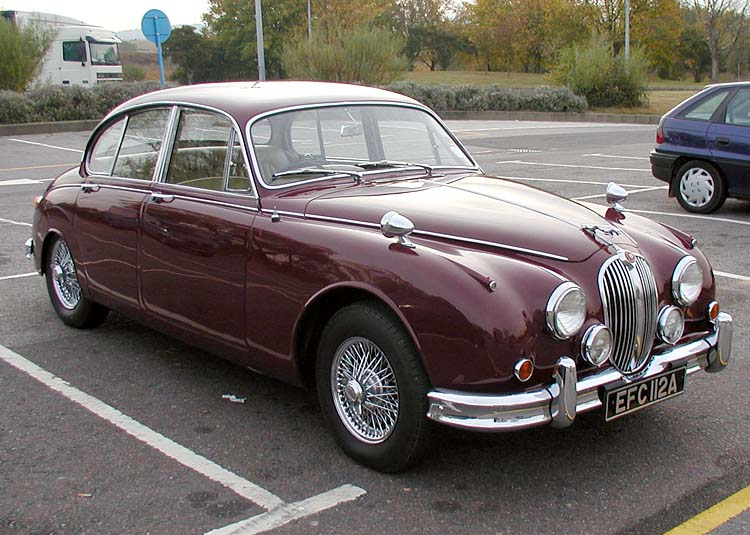
Jaguar Mk II

1959 kom Mk II med större fönsterrutor och skivbromsar runt om. Utöver företrädarens motorer fanns Mk II dessutom med 3,8-litersmotor.
Mk II tillverkades i 25 173 exemplar med 2.4-motorn, 28 663 med 3.4-motorn och 30 140 med 3.8-motorn.

## 240/340

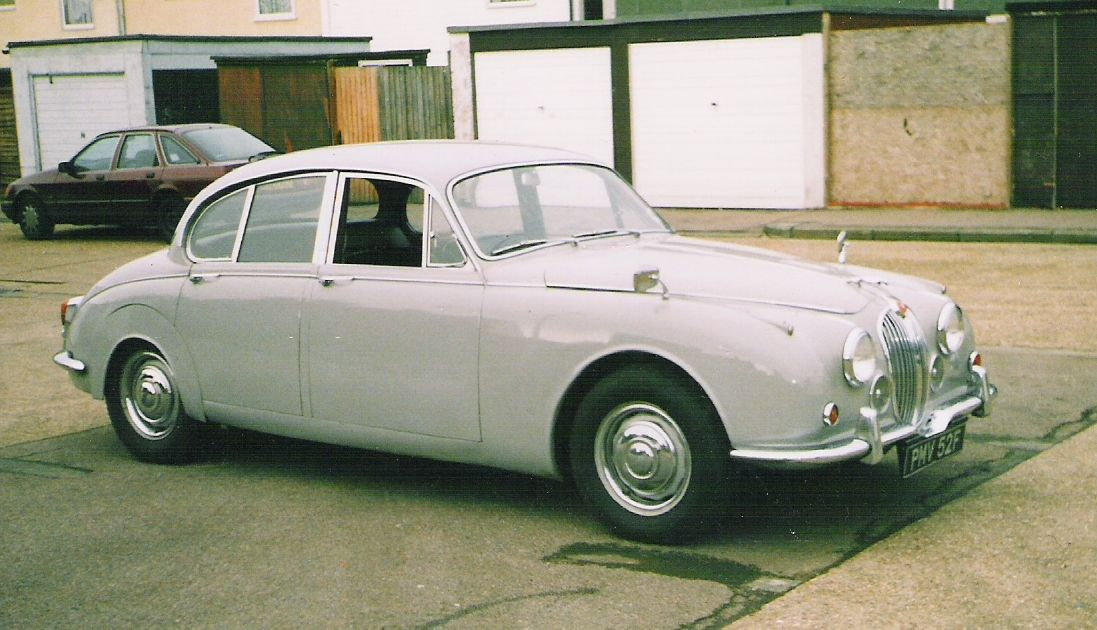
Jaguar 340

I samband med att Jaguar döpte om sina modeller fick Mk II från 1967 namnen 240 resp. 340, beroende på motor. 340 tillverkades bara under ett år, i 2 788 exemplar, och 240 i 4 446 exemplar fram till 1969, då alla Jaguars sedaner ersattes av XJ:n.

## Daimler 2½ litre
Sedan Jaguar köpt Daimler 1960 började likriktningen med Daimler 2½ litre från 1962. Bilen var en Jaguar Mk II i allt utom motorn. Denna lilla V8 i aluminium hämtades från Daimlers sportbil SP250 Dart. Den lätta motorn var till gagn för köregenskaperna, men vridmomentet var klart sämre än Jaguars stora sexor.

## Motorer
| Modell      | Motor               | Cylindervolym | Effekt | Bränslesystem    |
| ----------- | ------------------- | ------------- | ------ | ---------------- |
| 2.4 litre   | 6-cyl radmotor dohc | 2483 cm³      | 112 hk | Dubbla förgasare |
| 3.4 litre   | 6-cyl radmotor dohc | 3442 cm³      | 210 hk | Dubbla förgasare |
| Mk II 2.4   | 6-cyl radmotor dohc | 2483 cm³      | 120 hk | Dubbla förgasare |
| Mk II 3.4   | 6-cyl radmotor dohc | 3442 cm³      | 210 hk | Dubbla förgasare |
| Mk II 3.8   | 6-cyl radmotor dohc | 3781 cm³      | 220 hk | Dubbla förgasare |
| 240         | 6-cyl radmotor dohc | 2483 cm³      | 133 hk | Dubbla förgasare |
| 340         | 6-cyl radmotor dohc | 3442 cm³      | 213 hk | Dubbla förgasare |
| Daimler 2.5 | 8-cyl V-motor ohv   | 2547 cm³      | 140 hk | Dubbla förgasare |